# Lotta tra Tarconte e Venulo
Lotta tra Tarconte e Venulo  è un'incisione ad acquaforte realizzata da Bartolomeo Pinelli nel 1811. Si trova conservata presso l'Istituto d'Arte "Duccio di Buoninsegna" di Siena. Fa parte della serie di incisioni che Pinelli realizzò ispirandosi a episodi narrati nell'Eneide.

## Descrizione
In quest'incisione è illustrato lo spettacolare duello tra l'anziano condottiero etrusco Tarconte, uno dei massimi alleati di Enea nella guerra contro Turno, e il giovane Venulo, araldo dei re tiburtini Catillo e Cora, secondo quanto raccontato nell'undicesimo libro del poema virgiliano. I due eroi si affrontano sul cavallo dell'etrusco; Venulo, già ridotto a mal partito per essere stato disarcionato dal proprio destriero, cerca strenuamente di resistere, ma alla fine verrà sopraffatto e ucciso dal più esperto Tarconte. In secondo piano a sinistra s'intravvede la donna guerriera Camilla, regina dei Volsci, anche lei a cavallo, che si appresta a gettarsi nella mischia, dove si coprirà di gloria eliminando diversi uomini di Tarconte prima di venire uccisa a sua volta per mano del giovane arciere etrusco Arunte.